# Shahrestān-e Qal‘eh Ganj
Shahrestān-e Qal‘eh Ganj (persiska: شهرستان قلعه گنج, قلعه گنج) är en delprovins (shahrestan) i Iran.   Den ligger i provinsen Kerman, i den sydöstra delen av landet, 1 100 km sydost om huvudstaden Teheran.
Delprovinsen hade 76 495 invånare 2016.